# بلشون شرقي
البلشون الشرقي هو أحد أنوع جنس أرديا

## معرض صور

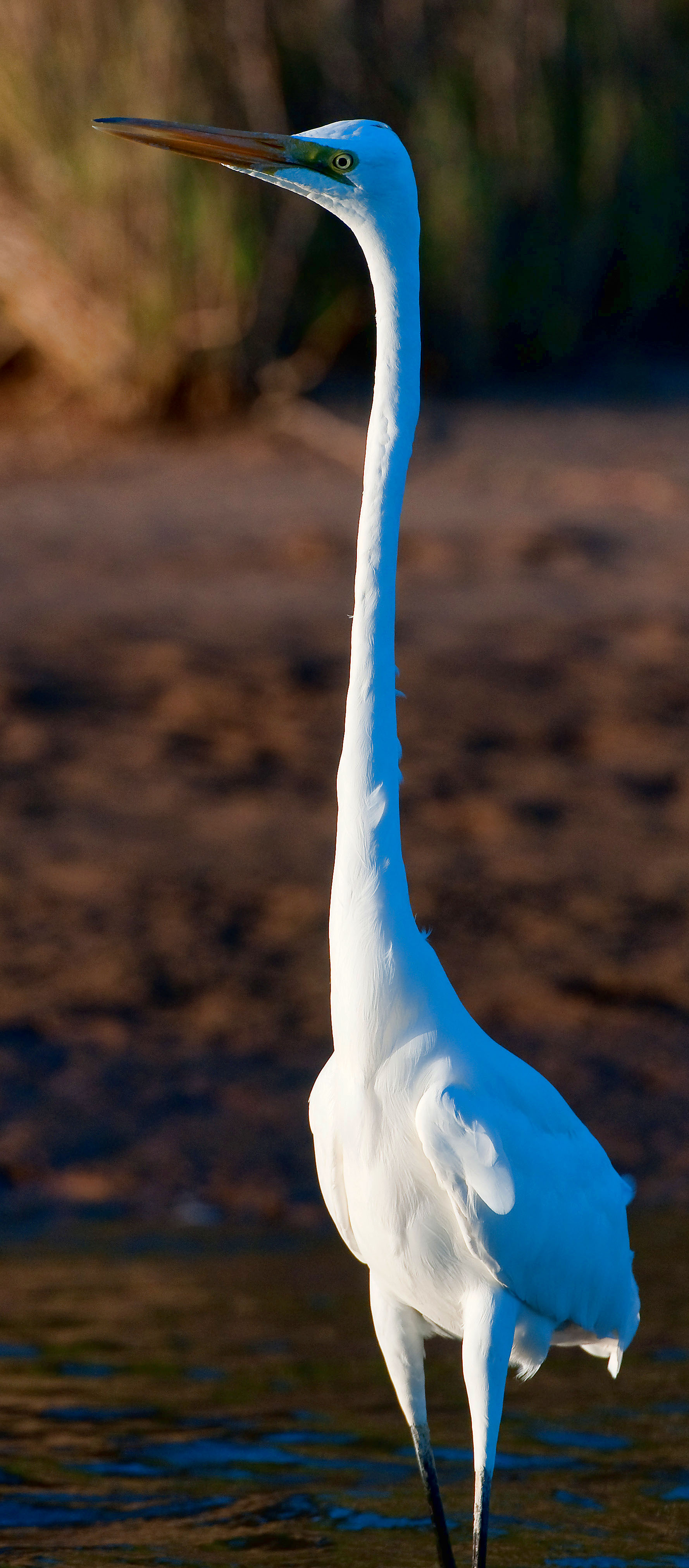
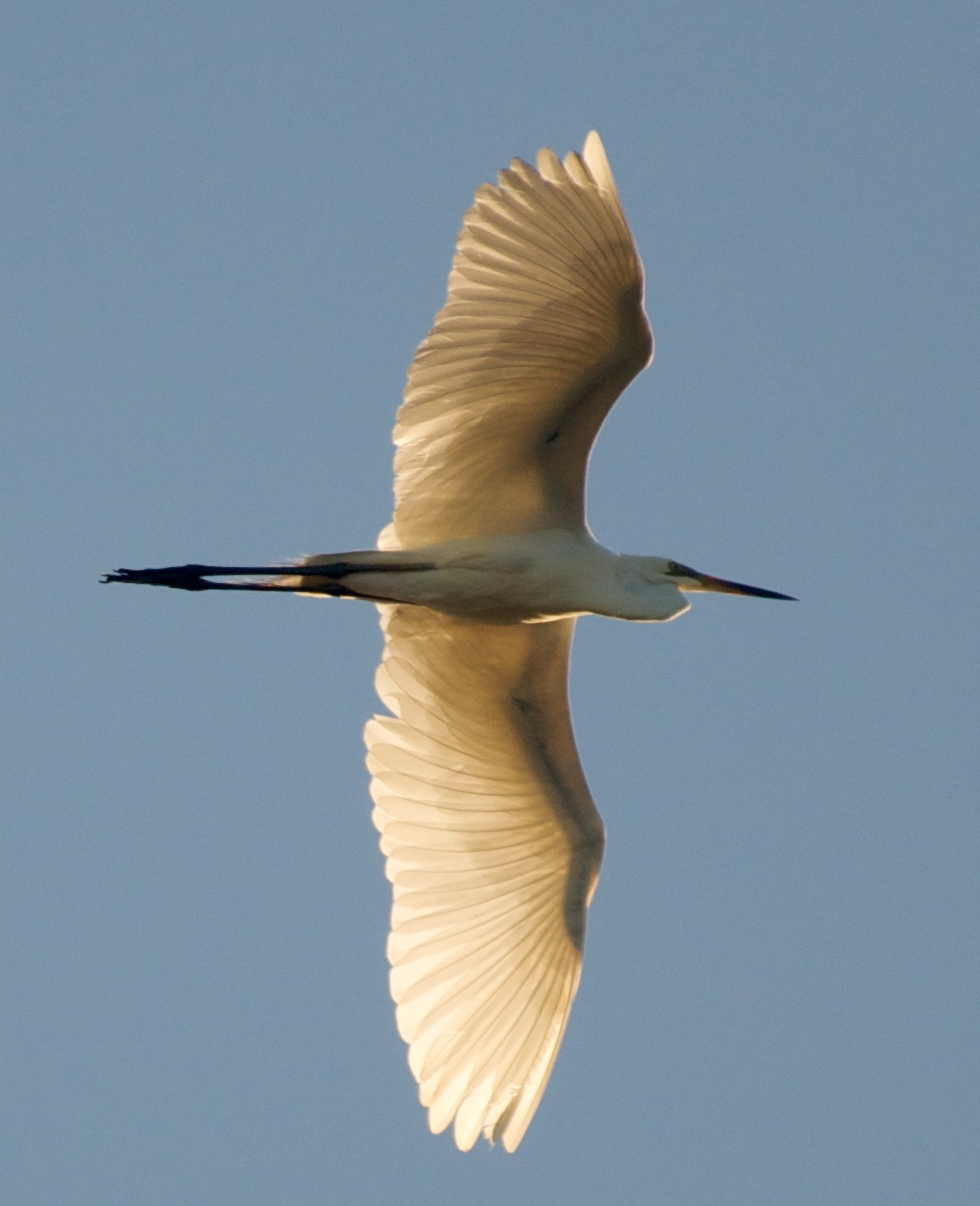
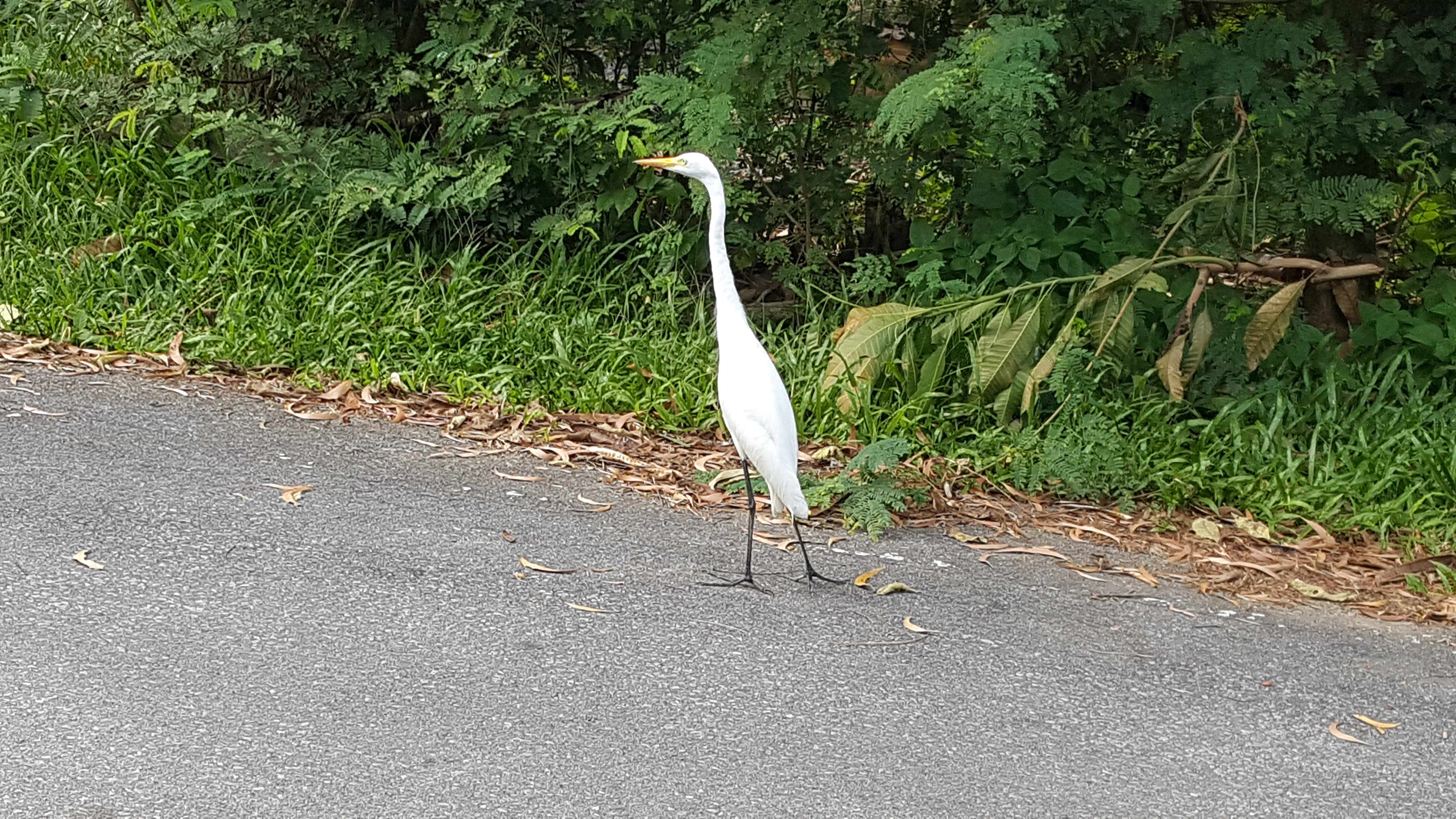